# 外惑星
| 地球型惑星 （岩石惑星、固体惑星） | 地球型惑星 （岩石惑星、固体惑星） | 水星   | 内惑星 |
| 地球型惑星 （岩石惑星、固体惑星） | 地球型惑星 （岩石惑星、固体惑星） | 金星   | 内惑星 |
| 地球型惑星 （岩石惑星、固体惑星） | 地球型惑星 （岩石惑星、固体惑星） | 地球   | -      |
| 地球型惑星 （岩石惑星、固体惑星） | 地球型惑星 （岩石惑星、固体惑星） | 火星   | 外惑星 |
| 広義の 木星型惑星 （大惑星）      | 木星型惑星 （巨大ガス惑星）       | 木星   | 外惑星 |
| 広義の 木星型惑星 （大惑星）      | 木星型惑星 （巨大ガス惑星）       | 土星   | 外惑星 |
| 広義の 木星型惑星 （大惑星）      | 天王星型惑星 （巨大氷惑星）       | 天王星 | 外惑星 |
| 広義の 木星型惑星 （大惑星）      | 天王星型惑星 （巨大氷惑星）       | 海王星 | 外惑星 |

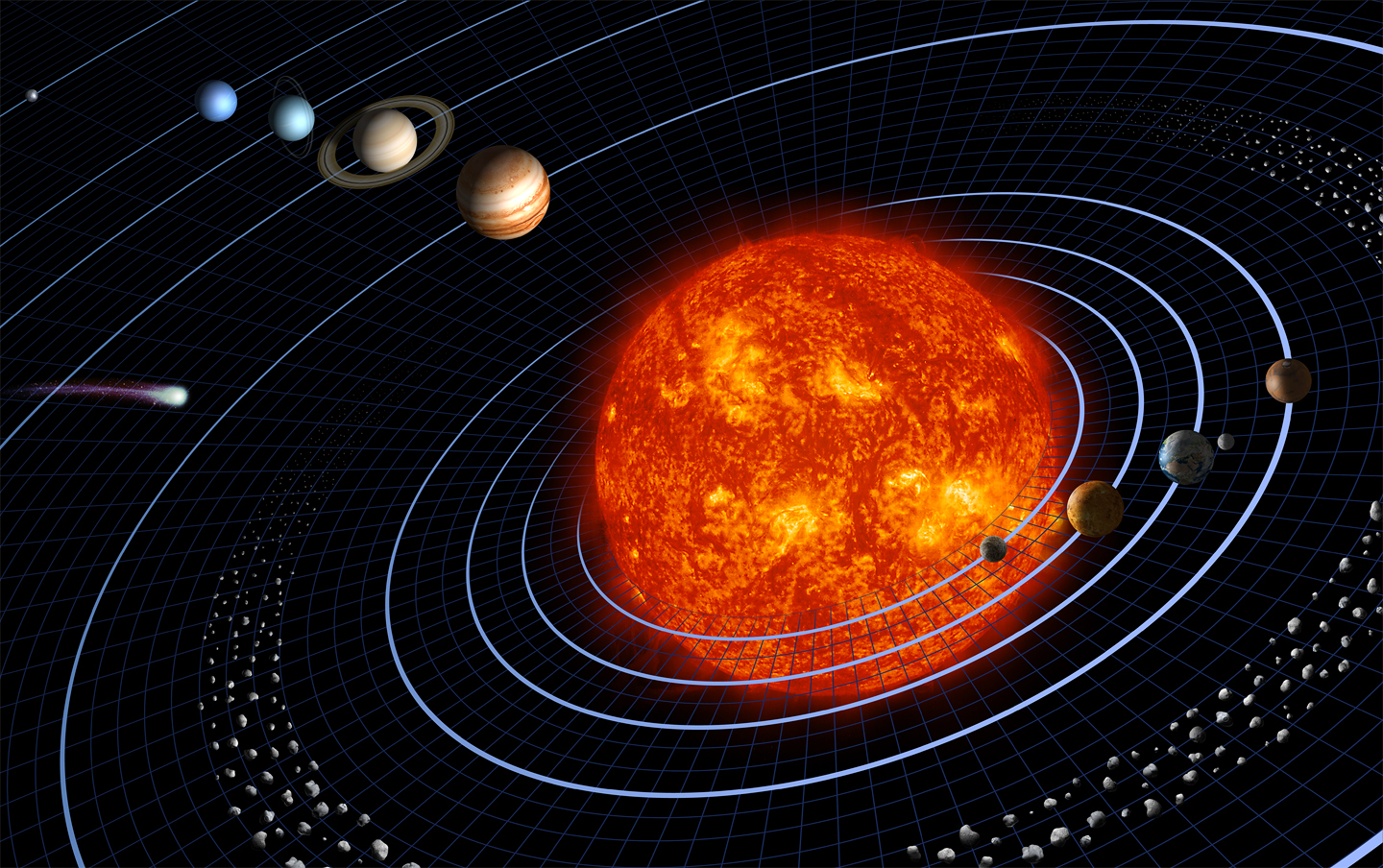
太陽系のイメージ図。地球より外側を公転しているのが外惑星。

外惑星（がいわくせい）は、太陽系の惑星のうち、地球よりも太陽から遠い軌道をめぐる惑星の事である。
具体的には、火星、木星、土星、天王星、海王星のことを指す。外惑星の対義語は内惑星である。

## 軌道の性質
外惑星は地球から見て太陽と180度反対側に来ることができる。これを衝という。外惑星は衝の前後には真夜中にも見ることが可能であり、地球にもっとも近い距離に接近するため光度も最大となる。また、衝の前後には逆行する。
逆に地球から見て太陽と同じ方向、太陽の裏側に回ることを合という。合の前後には朝太陽と共に東の空に昇り、夕方共に西の空に沈んでしまうため、見ることはできない。

## 組成による分類
火星は岩石の地殻を有する地球型惑星、木星と土星は主に水素からなる大量の大気を有し、内部では高圧により水素が金属化している木星型惑星、天王星と海王星は凍った水・アンモニア・メタンなどがほとんどを占める天王星型惑星（広義には木星型惑星に分類される）である。木星型惑星、天王星型惑星は多くの衛星や環を持つ。

## 備考
冥王星は長らく惑星とされていたため、外惑星の一つとされていたが、組成がよく判っていなかったことやその大きさから分類についてはあやふやにされていた。2006年8月に国際天文学連合 (IAU) の第26回総会での決議により、冥王星は新設された準惑星に再分類された。冥王星を含む既知の準惑星および準惑星候補天体は、軌道的にはすべて外惑星に相当する。

## 他の分類
上記の分類は、惑星が地球の内側にあるかどうかを基準としたものだが、この他に水星・金星・地球・火星の4つを「内惑星」、外側の4つを「外惑星」と分類することもある。この分類法では、内惑星は地球型惑星に相当し、外惑星は広義の木星型惑星に相当する。英語において前者の分類は "inferior / superior planet"、後者は "interior / outer planet" と区別されているが、日本語では双方とも「内惑星」「外惑星」と表されることがある。
火星は前者の区分では外惑星だが、後者では内惑星になる。また、地球は前者の分類によると内惑星でも外惑星でもないが、後者では内惑星に分類されることになる。
| 水星   | 内惑星 | 内惑星 |
| 金星   | 内惑星 | 内惑星 |
| 地球   | -      | 内惑星 |
| 火星   | 外惑星 | 内惑星 |
| 木星   | 外惑星 | 外惑星 |
| 土星   | 外惑星 | 外惑星 |
| 天王星 | 外惑星 | 外惑星 |
| 海王星 | 外惑星 | 外惑星 |